# Милиоти, Василий Дмитриевич
Васи́лий Дми́триевич Милиоти, Миллиоти (псевдоним В. М-и; 5 [17] февраля 1875, Москва — 5 марта 1943, Москва) — русский и советский живописец, последователь символизма, видная фигура среди московских художников времён Серебряного века, художественный критик; младший брат и ученик Николая Милиоти.

## Биография

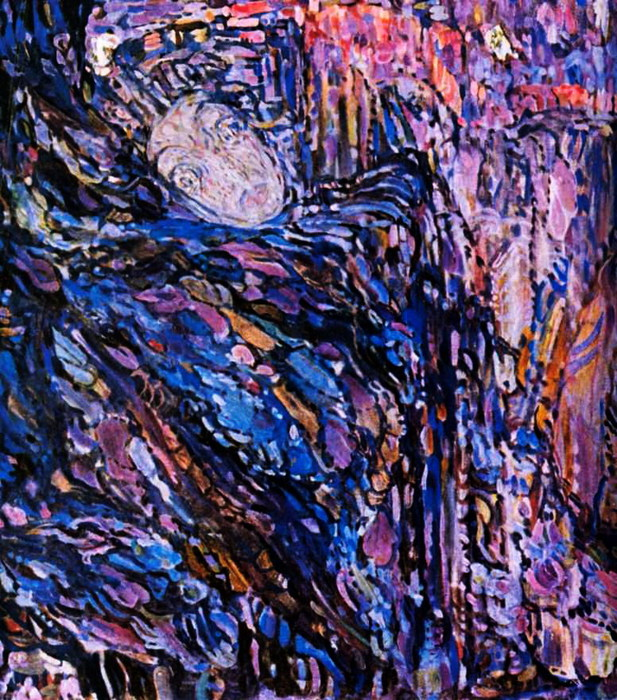
«Ангел Печали», 1904

Родился 5 (17) февраля 1875 года в Москве, в семье, имеющей греческие корни. Имел родственные связи с московскими родами Морозовых, Алексеевых и Корша. Летнее время проводил вместе с братьями в подмосковном имении князя Голицына Кузьминки.
Специального художественного образования не имел и занимался живописью под руководством старшего брата Николая. В 1899 году поступил на юридический (позднее перевёлся на историко-филологический факультет) Императорского Московского университета.
В 1906 году дебютировал как сценограф (совместно с Н. Н. Сапуновым) в петербургском театре В. Ф. Комиссаржевской) в спектакле В. Э. Мейерхольда по пьесе Г. Ибсена «Гедда Габлер».
С 1906 по 1909 года сотрудничал с журналами «Весы» и «Золотое руно», оформляя их своими графическими работами, а в «Золотом руне» кроме того выступал в качестве художественного критика.
В 1907 году вместе с братом участвовал в выставке и творческом объединении московских художников «Голубая роза», а позднее в выставках «Золотое руно», «Союза русских художников» и «Мира искусства».
В 1909 году неожиданно отошёл от творчества, уехал из Москвы, работая в северных губерниях следователем по уголовным делам.
В 1917 году вернулся в Москву и вновь занялся живописью и графикой, но после нескольких лет активной общественной деятельности и участия в Комиссии по закупке картин в музейный фонд Москвы, вновь отдалился от общественных объединений, вёл уединенный образ жизни.
В 1927 году создал цикл рисунков к «Пиру во время чумы» А. С. Пушкина. Продолжал писать романтически-цветистые, малые по формату, почти миниатюрные «сказки» («Сон», 1932; «Каменный балкон», 1935; обе работы — частные собрания, Москва), а также картины по мотивам литературной (М. Сервантес, Н. В. Гоголь, Ч. Диккенс) и музыкальной классики. Работы позднего периода показывал лишь узкому кругу друзей и с 1927 года не участвовал в выставках.
Стилистически работы Василия Милиоти (в отлитие от манеры старшего брата) более сказочно-ирреальны по темам, миниатюрно-узорчаты по письму, напоминают орнаменты типа «павлиний глаз» («Телем», 1904—1905, Третьяковская галерея; «Утро», 1905, Русский музей).
Скончался художник 5 марта 1943 года в Москве; похоронен на Ваганьковском кладбище (46 участок).

## Выставки
Групповые
- 1905—1907 — Выставка Союза русских художников
- 1905 — Выставка Нового общества художников (СПб.)
- 1906 — «Мир искусства» (СПб.)
- 1906 — Выставка русского искусства в Осеннем салоне в Париже
- 1907 — «Голубая роза» (Москва, с 18 марта)
- 1908 — «Венок» (СПб.)

## Сочинения[4]
- В. М-и. О приемах художественной критики // Золотое Руно. — 1907. — № 5. Май. — С. 76-77;
- В. М-и. Польская старина в Румянцевском музее: [Заметка] // Золотое Руно. — 1907. — № 11-12. Ноябрь-декабрь. — С. 35-36;
- В. М-и. О «Союзе». [Статья III] // Золотое Руно. — 1908. — № 1. Январь. — С. 94-96. — (Московская музыкальная хроника);
- В. М-и. О Павле Кузнецове: Несколько слов // Золотое Руно. — 1908. — № 6. Июнь. — С. 3-4